# 天府通
天府通是中国四川省成都市天府通金融服务股份有限公司发行的基于RFID技术的城市一卡通和二维码、NFC移动支付系统，应用在公共交通、市政代缴费、景区景点、小额消费等领域。

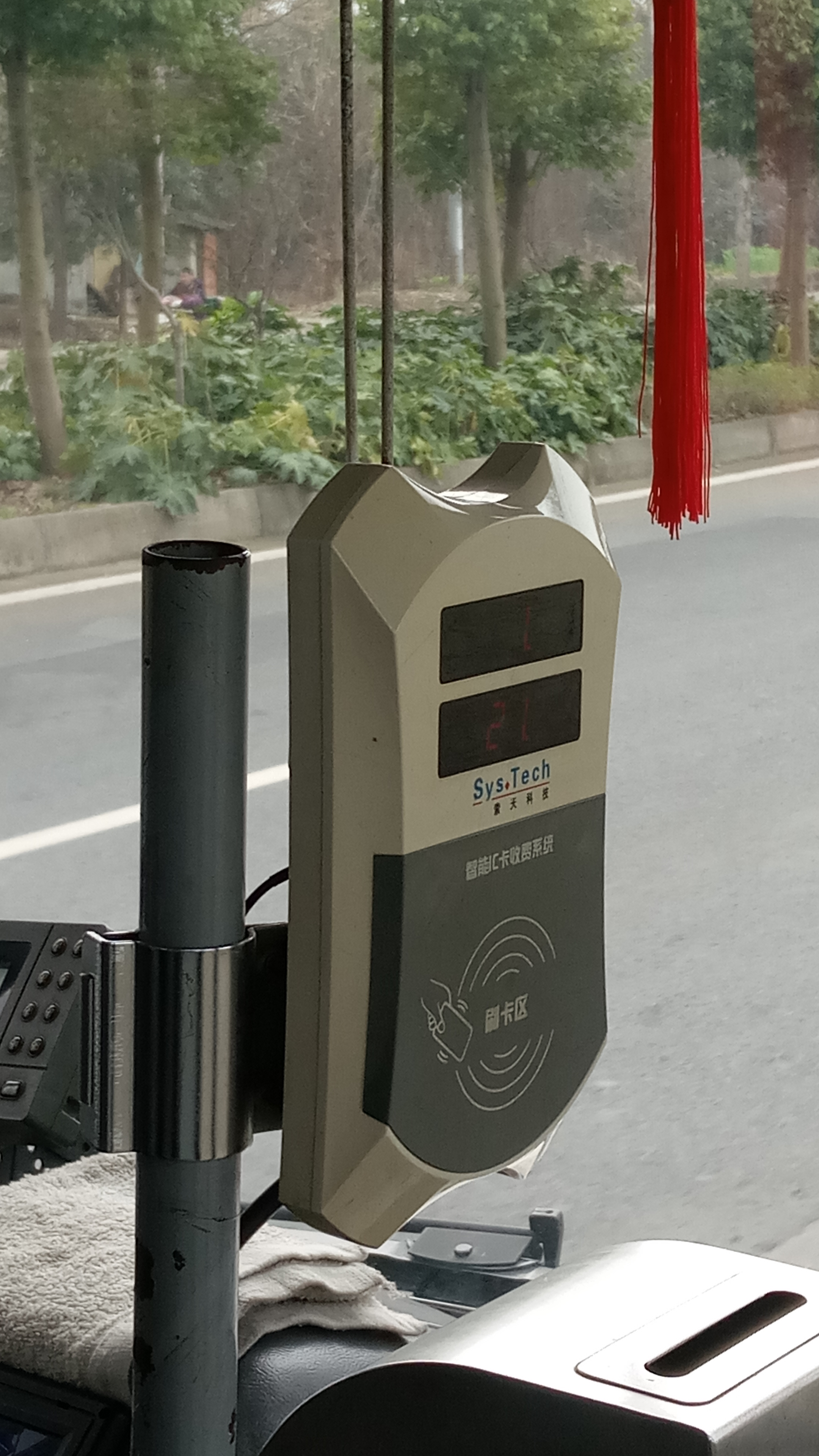
使用天府通的公交车刷卡机

## 概览
原成都市城市通卡公司成立于2000年7月，已持续10余年为成都市的公共交通、行政事业收费、小额消费等领域提供天府通发行与受理服务。按照成都市政府的决定，成都天府通金融服务股份有限公司承接了原成都城市通卡有限公司的全部业务，并承担金融IC卡多应用平台建设以及“城市一卡通”的构建和公共支付管理服务平台的开发、建设、营运、管理任务。截至目前，天府通卡发行量逾1850万张，自建客户服务门店36个，各类销售、充值、消费网点、自助终端逾7000家，已实现成都大部分地区及资阳市区、遂宁市区、攀枝花市区、德阳市区、眉山市区的公共交通区域互联互惠，即将接入广汉公交、都江堰公交和阿坝公交的区域互联互惠。

## 实体卡片种类
普通卡：天府通各种类型的实体卡（含交通联合卡），移动NFC-SIM手机天府通卡，电信NFC-SIM手机天府通卡，电信黑晶芯卡手机天府通卡，HUAWEI PAY手机天府通卡。其中天府通交通联合卡于2017年8月正式试发行。特殊卡：老年卡为实名办理，学生卡需提供学校证明办理。其中，学生卡仅限金牛区、成华区、锦江区、青羊区、武侯区和成都高新区就读学生办理。（天府通普通卡于2018年全面停发M1卡，改发CPU卡）

## 应用程序
2017年9月起，天府通开始开发手机应用程序，并在2018年于各应用场景陆续投入使用。该应用程序支持通过二维码扫码乘坐公交或地铁，特定型号安卓手机可通过自带的NFC功能并同时使用nfcsim卡，从而实现类似Apple Pay Transit的NFC乘车。（2019年12月，nfcsim天府通已停止开卡服务）
华为pay天府通卡于2019年2月开启内测招募，6月结束内测招募，暂未正式上线。据天府通官方微博，2020年6月29日，华为NFC面向公众招募众测用户，初期分别在天府通客户端和华为pay共招募1500用户参与（不支持次卡），预期7月内全面开放。此外，官方微博在下面评论区提及：“小米已经在路上了。”

## 使用范围

### 公交
成都市中心城区公交车（含BRT）实行次数卡和电子钱包消费（优先扣除次数，次数不足扣除电子钱包金额,次数刷卡可享受2小时内免费换乘3次的优惠），成都中心城区“12+2”区域（锦江区、青羊区、金牛区、武侯区、成华区、成都高新区、四川天府新区、龙泉驿区、青白江区、新都区、温江区、双流区、郫都区和新津区，共计14个区域）已经实行“同网同价”票价政策，可使用天府通次数搭乘上述区域的公交。其他区县公交实行电子钱包消费；成都市社区巴士全天实行刷卡免费乘车。
遂宁公交可使用天府通电子钱包消费，折扣优惠和遂州通一致，刷卡9折优惠。
攀枝花公交可使用天府通电子钱包消费，折扣优惠和攀枝花市民卡一致，刷卡9折优惠。
德阳裕兴公交可使用天府通电子钱包消费，折扣优惠和德阳交通一卡通一致，刷卡8折优惠及免费换乘1次优惠。
眉山公交可使用天府通电子钱包消费，折扣优惠和眉山交通一卡通一致，刷卡9折及1小时免费换乘1次优惠。
资阳公交可使用天府通电子钱包消费，刷卡8折及1小时免费换乘1次优惠。

### 地铁
乘坐成都地铁时，已办理普通”天府通”卡的乘客，持卡享受单程票票价9折优惠。
已办理记名“天府通”学生卡的中小学生，持卡享受单程票票价5折优惠；已办理“天府通”公交老年乘车优待卡的70岁以上老年人，持卡在非高峰时段（除工作日7:30至9:00及17:30至19:00以外时段，以进站时间为准）在规定次数内免费乘坐地铁；高峰时段持卡享受单程票票价9折优惠。
持“天府通”卡或天府通公司提供的其他电子支付方式乘车的乘客，可在9折优惠的基础上享受累计分段优惠政策。

### 有轨电车
乘坐成都有轨电车蓉2号线时，使用天府通普通卡可享受票价九折优惠。持学生卡可享受票价五折优惠。持老年卡每次乘车扣除免费公交次数两次，若同次列车第二次刷卡或免费次数耗尽则按照普通卡享受优惠。

### 出租车
成都市约14000辆出租汽车已开通刷卡支付功能。

### 自行车租用
用户可持天府通办理开通高新区公共自行车租用功能。

### 市政代缴
包括燃气费用代缴、水电费支付。使用天府通能支付的是成都市自来水公司、成都市电业局、成都市燃气有限公司的水、电、气费用。

### 停车场缴费
持天府通可在成都高速大厦停车场支付停车费。

### 小额消费
市区内红旗连锁、舞东风、中国邮政便民服务点、益民菜市、7-11超市等。

### 加油站
市区范围内壳牌加油站刷卡消费。

### 旅游景点
持天府通支付温江国色天香乐园门票票款。

## 充值充次
可以通过安卓手机NFC功能（需下载天府通APP且手机系统版本为Android4.4及以上，仅支持2018起发行的CPU卡，暂不支持天府通交通联合卡）、线下天府通网点和客服中心、成都市内红旗连锁、成都市内舞东风超市、成都市区成都银行自助机等充值次卡与电子钱包；成都地铁自动售票机、成都地铁自助票务处理机、成都地铁售票岗亭等充值电子钱包。

### 公交次卡
只支持乘坐成都中心城区“12+2”区域内公交车消费。次数至次月月底有效，在乘车时优先扣取上月次数。可连续充值3个月次数（本月、次月、第三月）。1元起充（1元2次数），常规公交刷1次公交扣2次数，社区巴士免费乘车，2小时内免费换乘3次公交。东部新区公交

### 公交次卡使用范围
（截止2025年4月14日）
1. 中心城区12+2区域内成都公交集团全资及合资公司、经开交通、温江公共交通、空港公共交通、蓉桂公共交通、新津交投运营的所有线路（定制公交、天府机场专线等特殊线路以及大部分旅游观光专线除外），其中线路编号以1开头的4位数以及字母P+1开头的三位数字的线路为社区巴士（如1040、P102），刷次卡免费乘车。
2. 成都公交集团运营的东部新区公交，线路编号以“东”开头。
3. 部分中心12+2城区内的观光及景区公交：如漫花庄园樱花专线、北湖生态公园地铁接驳线、锦城观光线等， 部分线路不享受优惠。

### 电子钱包争议
支持所有已开通领域消费。天府通所有卡片种类都支持充值电子钱包，未设期限，卡内电子钱包余额长期有效，最低10元起充，最高1000元。
自2018年期间天府通声称手机NFC支付正在进行研发。截至至2020年6月，因未能支持中国各大手机厂商NFC支付被四川市民称为“地府通”。

## 可使用的区域
在以下区域内的公交、轨道交通可以使用天府通普通卡：
成都天府新区、成都高新区、锦江区、青羊区、金牛区、武侯区、成华区、龙泉驿区、青白江区、新都区、温江区、双流区 、郫都区；崇州市区、资阳市区、邛崃市区、彭州市区、遂宁市区（仅CPU卡）、攀枝花市区、德阳市区、眉山市区。成都地铁；成都有轨电车。
天府通交通联合卡理论上支持全国336个地级及以上城市（含5个示范区）和香港、澳门特别行政区使用，包括北京（含S2线、S5线，白名单改造中）、天津、石家庄、沈阳、大连、长春、哈尔滨、上海（含11号线昆山段）、南京、无锡、徐州、常州、苏州、宁波、合肥、福州、厦门、南昌、济南、青岛、郑州、长沙、广州（含广佛线）、深圳、南宁、贵阳、昆明、西安、兰州等的轨道交通系统。